# 砂丘の戦い (1658年)
砂丘の戦い（さきゅうのたたかい、英語: Battle of the Dunes）、またはダンケルクの戦い（ダンケルクのたたかい、英語: Battle of Dunkirk）は、1658年6月14日（グレゴリオ暦）に起こった戦闘。当時の有名な将軍であるテュレンヌ子爵率いるフランス軍とイングランド共和国の同盟軍がフアン・ホセ・デ・アウストリアとコンデ公ルイ2世率いるスペイン軍、イングランド王党派、フロンドの乱の反乱軍に勝利した。西仏戦争および英西戦争の一部であり、イギリス海峡の海岸にある、当時スペイン・ハプスブルク家領ネーデルラントの要塞化した港口都市ダンケルク（オランダ語で「砂丘の教会」）で戦われた。フランス軍はダンケルクを包囲しており、スペイン軍は包囲を解こうとしていた。

## 背景
フランス軍とイングランド軍が両側に加わったことには複雑な理由があった。フランス王ルイ14世がイングランド護国卿オリバー・クロムウェルと同盟を組むと、当時亡命していたチャールズ2世はブリュッセル条約でスペイン王フェリペ4世と同盟した。チャールズ2世はブリュージュに大本営を設けたが、スペインから提供した資金では5個連隊しか招集できなかったず、イングランド共和国への侵攻が現実的になるほどの軍勢を期待した王党派を失望させた。クロムウェルとルイ14世は1657年の条約を更新し、共和国からは歩兵6千と艦隊が援軍としてテュレンヌの許へ派遣された。またフロンドの乱の反乱軍からはコンデ公ルイ2世率いる援軍がスペイン側へ派遣された。
フランス軍1万5千と共和国軍6千はダンケルクを包囲した。ダンケルクはスペイン私掠船の基地としては最大の港であり、これまでイングランドの商船は甚大な被害を受けていた。1658年5月時点でのダンケルク駐留軍は3千人であり、そこへイングランド艦隊18隻がエドワード・モンタギューを指揮官にしてダンケルク港を封鎖、海からの援軍と補給を阻止した。スペインとその同盟国はテュレンヌがカンブレーを攻撃すると思い込み、ダンケルクはただの目くらましと考えたため不意を突かれ、初動が遅れてしまった。ダンケルクの住民は水門を開いて辺り一帯を水没させて対抗したが、テュレンヌは持ちこたえ、6月4日から5日にかけての夜に砲撃を開始した。

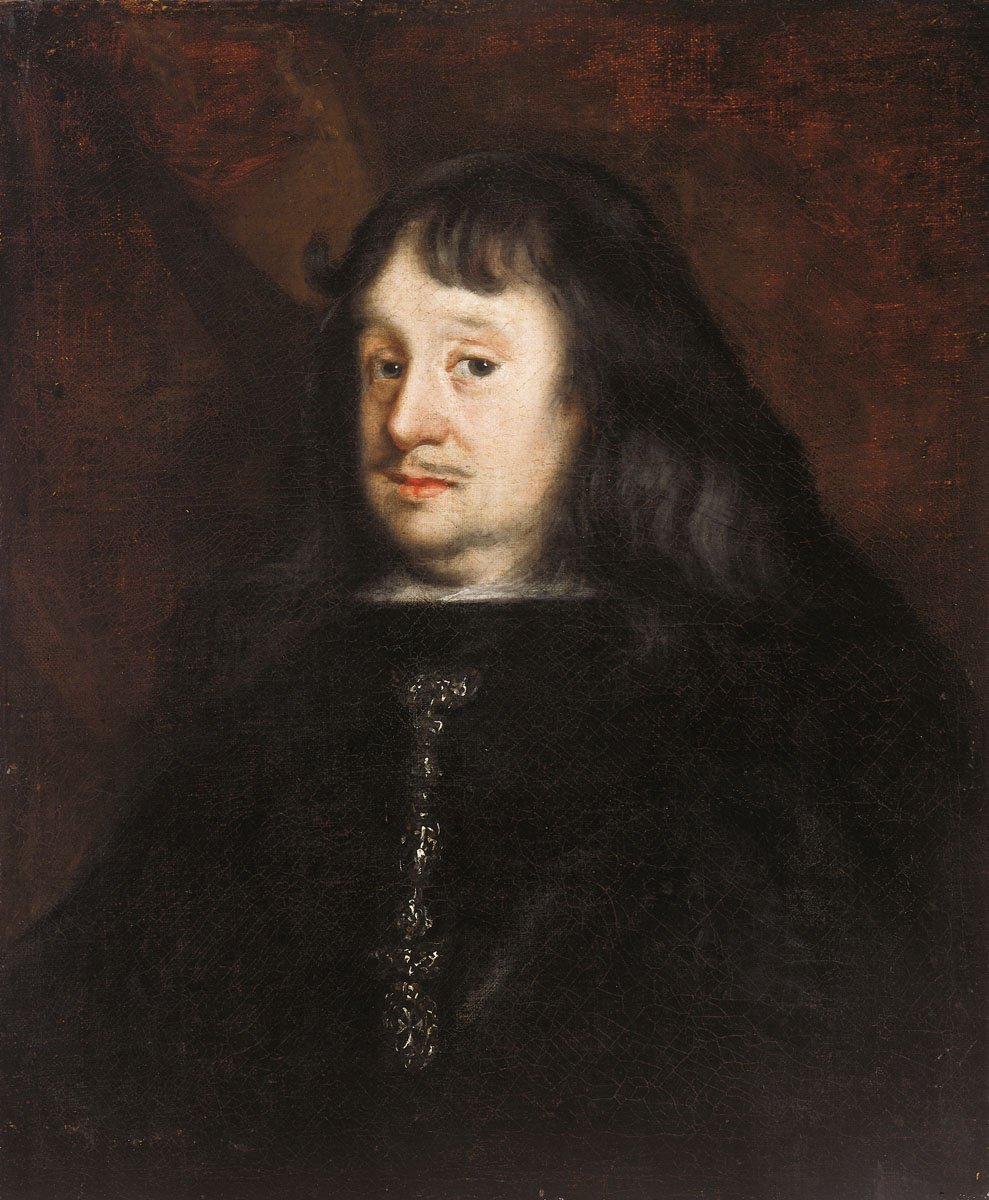
フアン・ホセ・デ・アウストリア

フアン・ホセ・デ・アウストリア率いるスペイン軍1万5千はダンケルクの救援に動き出した。スペイン軍は二手に分け、右側と中央にスペインのフランドル軍を、左側にコンデ公率いるフロンドの乱の反乱軍を配置した。スペイン軍はスペイン人、ドイツ人、ワロン人部隊、そしてチャールズ2世のイングランド侵攻のために準備された、ヨーク公ジェームズ率いるイングランド人とアイルランド人の王党派2千人を含む。
包囲軍を約6千人残したテュレンヌは進軍してスペイン軍と対峙した。そして、両軍は1658年6月14日に戦闘に突入した。この戦闘は後に「砂丘の戦い」として知られるようになるが、これはスペイン軍が海と垂直に並んでいる一連の砂丘に布陣したことが理由である。ナポレオン・ボナパルトはこの戦闘をテュレンヌの「最良の戦闘」とみなした。クロムウェルの駐仏大使サー・ウィリアム・ロックハート率いるニューモデル軍のレッドコートは高さ150フィートでスペインの精兵に守られていた砂丘へ勇猛果敢に突撃し、両軍を驚嘆させた。

## 経過
戦闘は2時間ほど続き、正午にはテュレンヌが全面的に勝利し、スペイン軍は潰走した。スペイン軍が死者1,200、負傷800、捕虜4,000を出したのに対し、フランス軍は400人の損害しか出さず、うち半分はイングランド軍だった。クロムウェル軍のうちロックハートの歩兵連隊は戦闘で最も多く損害を出した。ロジャー・フェンウィック中佐と大尉2人が戦死し、ほとんど全ての士官が負傷、さらに兵士40から50人が戦死した。リリングストン連隊は大尉1人と兵士30人から40人を失い、一方ほかの連隊の損害は軽微だった（その後イングランド軍の死傷者数が増えたが、これはフェンウィックのように戦傷で数週間苦しんだ末に死亡するケースが多かったことによる）。フランス軍は夜まで追撃した。イングランド王党派の近衛部隊の一部は持ちこたえ、イーペルでチャールズ2世と合流することを許されるまで降伏しなかった。ヨーク公の部隊はヨーク公自身が先頭に立って数回突撃し、大損害を被ったが持ちこたえた。戦闘の後も残った国王軍は1千以下であり、おそらく700か800を超えなかった。フロンドの乱の反乱軍はコンデ公の指揮の許、秩序を保って撤退した。

## その後

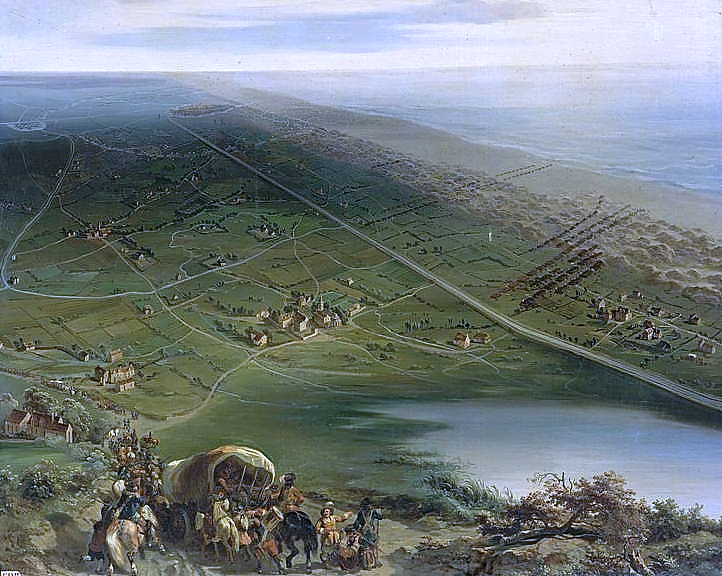
スペイン側から見た砂丘の戦い、ジャン＝アントワーヌ＝シメオン・フォール作、油画。

テュレンヌはその後ダンケルクを落として、さらに進軍してフュルン、ディクスミュード、グラヴリーヌ、イープル、アウデナールデと一連の町や城塞を落とした。砂丘の戦いでの勝利とその影響はピレネー条約の締結につながり、10年間の西仏戦争を終わらせる結果となった。条約により、フランスはルシヨン、ペルピニャン、モンメディ、アルトワ、そしてルクセンブルクの一部、アラス、ベテューヌ、グラヴリーヌ、ティオンヴィルを含むフランドルの一部を獲得、スペインとの国境線をピレネー山脈と定めた。またスペインに1648年のヴェストファーレン条約でフランスが獲得した領土を全て再確認することを義務付けた。
スペインの救援軍が敗北し、ダンケルクが陥落したことにより王党派のイングランドへの遠征の目が一時消えた。ダンケルクは戦闘から10日後の6月24日に降伏、マザラン枢機卿はオリバー・クロムウェルとの条約を履行してダンケルクを共和国に引き渡した。イングランドのフランドル派遣軍の戦役は終わらず、一部はサー・ウィリアム・ロックハートの指揮下でそのままダンケルクとマルディクに駐留し、残りはサー・トマス・モーガンの指揮下でテュレンヌの軍とともに戦った。
フランスがアルトワを接収したことで、イングランドはスペイン私掠船の最大の基地を消滅させた。これにより、商船の損害が大幅に減少した。クロムウェルは戦闘から2か月後に死去、息子のリチャード・クロムウェルが護国卿になったが僅か9か月で辞任した。共和国は混乱に陥り、1660年5月にはチャールズ2世が復位した。1662年、チャールズ2世はダンケルクを32万ポンドでフランスへ売却した。